# بخش استاونتون (شهرستان میامی، اوهایو)
بخش استاونتون (به انگلیسی: Staunton Township) یک منطقهٔ مسکونی در ایالات متحده آمریکا است که در شهرستان میامی، اوهایو واقع شده‌است.
 بخش استاونتون ۶۸٫۱ کیلومتر مربع مساحت و ۱٬۹۹۲ نفر جمعیت دارد و ۲۵۷ متر بالاتر از سطح دریا واقع شده‌است.